# Associação Desportiva Taubaté
Associação Desportiva Taubaté é a equipe de futebol feminino do EC Taubaté da cidade de Taubaté, no estado de São Paulo, fundada em 2011.

## História
Fundada como parte do EC Taubaté, o clube fez sua estreia profissional na Campeonato Paulista de Futebol Feminino em 2011. Após algumas reformulações, o time 2018 chegou às semifinais do Paulistão Feminimo.
Em 2022 foi campeão do Campeonato Brasileiro de Futebol Feminino - Série A3 após vencer o 3B da Amazônia.

## Títulos
| NACIONAIS | NACIONAIS                        | NACIONAIS | NACIONAIS  |
|           | Competição                       | Títulos   | Temporadas |
| --------- | -------------------------------- | --------- | ---------- |
|           | Campeonato Brasileiro - Série A3 | 1         | 2022       |